# 轉經筒

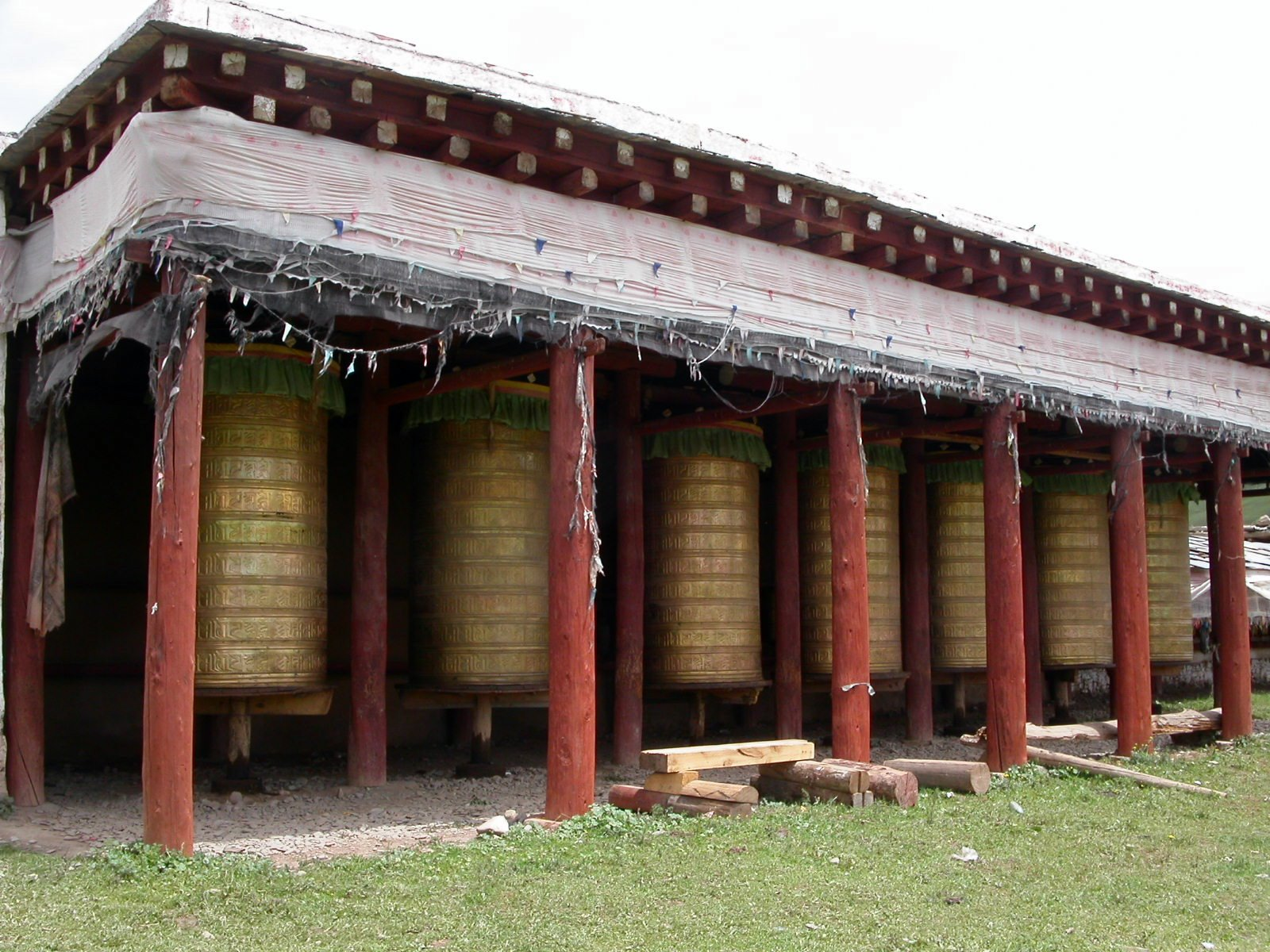
四川甘孜八美草原惠远寺内的转经筒

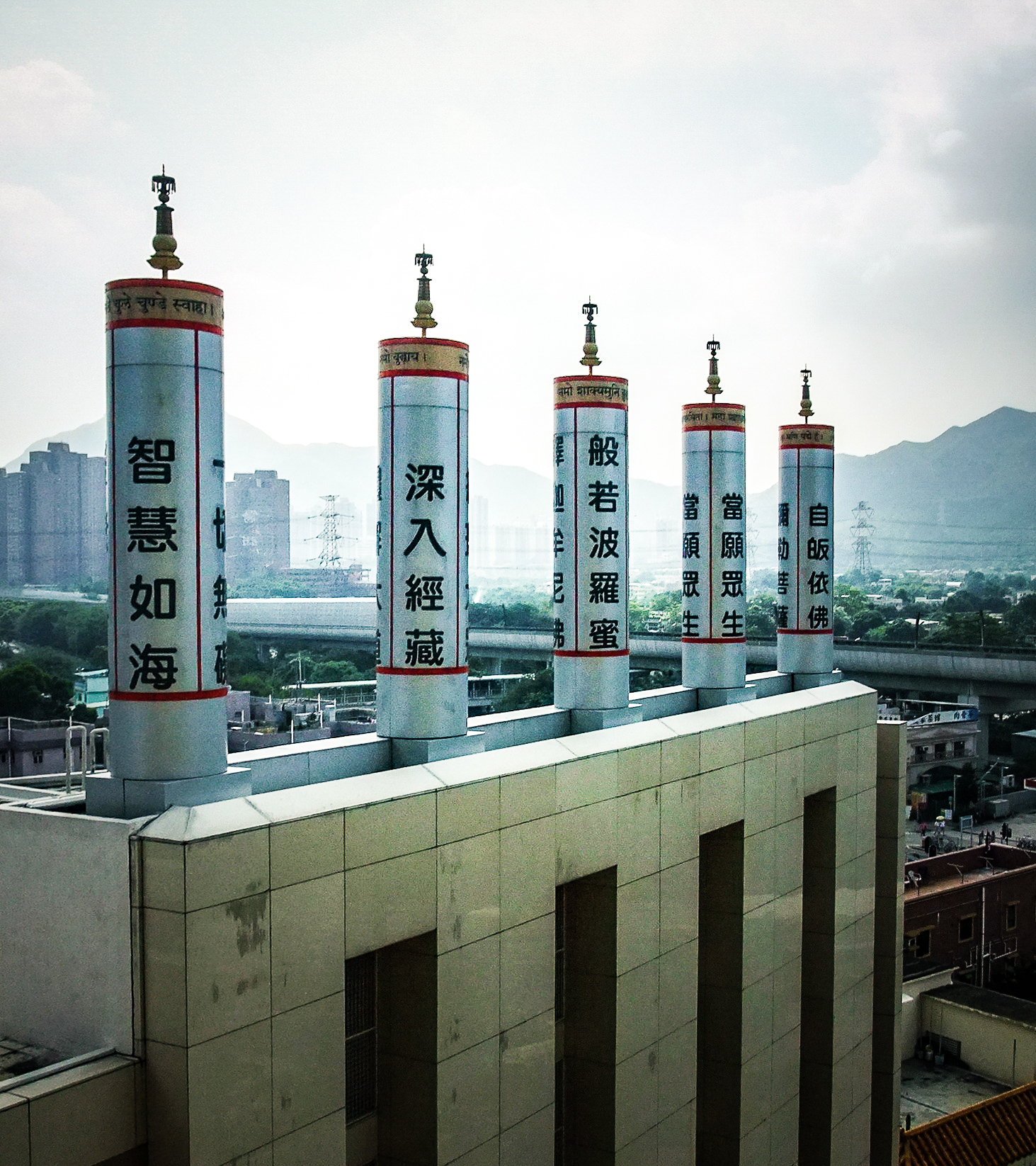
香港妙法寺內五個豎立在建築頂部的巨大轉經筒

转经筒（藏語：མ་ནི།，威利转写：ma ni）又称祈祷筒、嘛呢轮，是在藏传佛教寺院周围都装置有一批可依次转动的经轮。一般用布、绸、缎、牛羊皮包裹，也有用木、铜制成的。其表记刻有六字真言，筒内装满经典。依据藏传佛教的教證，凡转动经筒一回，等于诵读了一遍内藏经文。值得注意的是，转经筒一般为顺时针方向转动。近些年亦出现了电动转经筒。
網路上有轉向依照地球自轉方向並不正確，若以地球目前認定方向來說，地球自轉為逆時針旋轉。但在宇宙中，東南西北的空間概念並不存在。

## 傳承
傳承有幾種說法，至今传承未断。

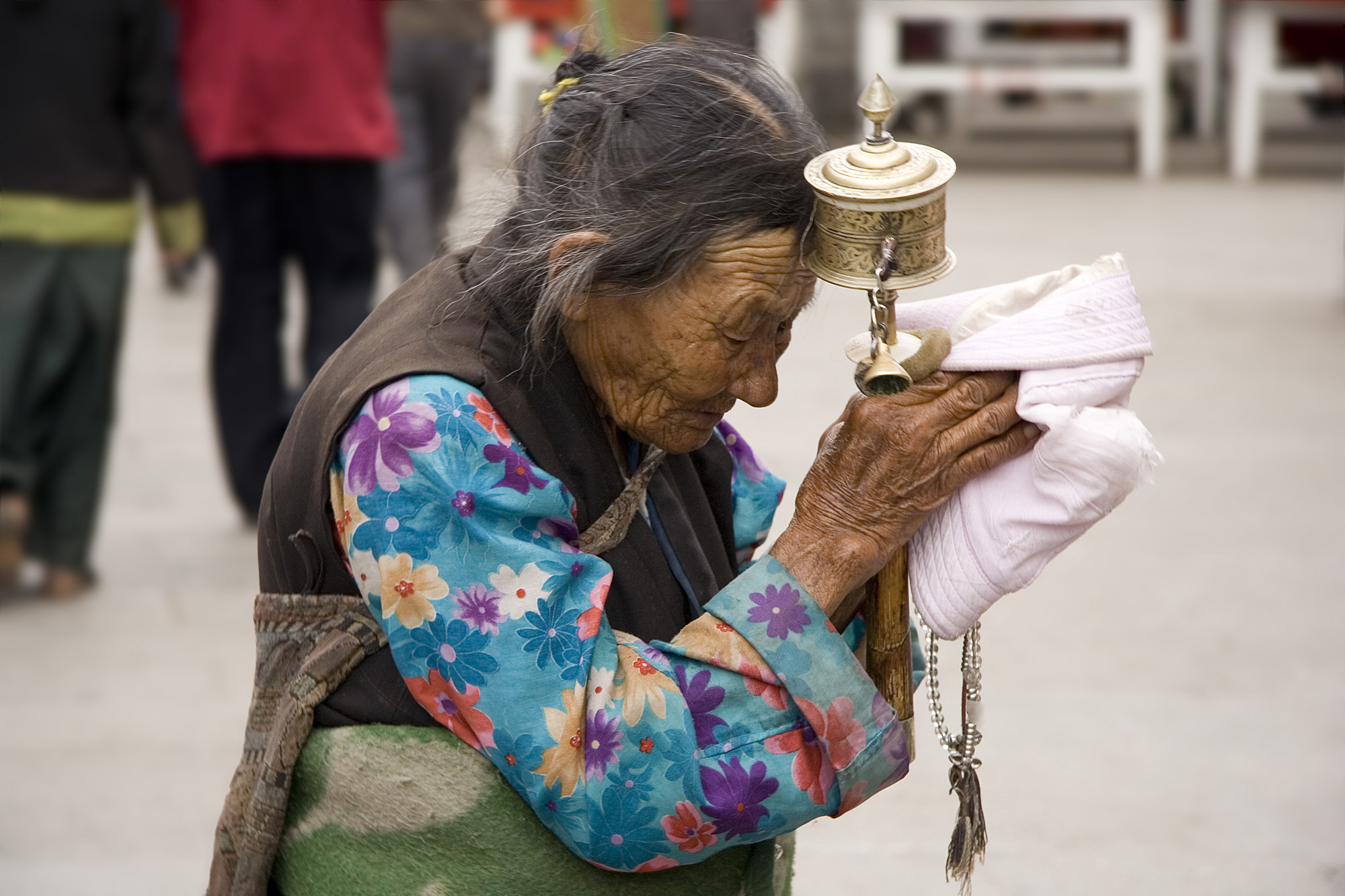
藏族老妇人手中的轉經筒

其中一個是：由五方佛將此法傳授於獅面空行母，獅面空行母傳予龍樹菩薩，再讓施主秋吉加布轉動（甘珠爾）的法輪，大聖者馬爾巴也得此法傳承，並加以整理。
還有一個是：观世音菩薩嘱咐龙树菩薩去龙宫，把龙王经轮带来南瞻部洲，龙树菩薩便以神通去了龙宫，把它带来了南瞻部洲。此后，有关经轮的种种教法便由龙树菩薩传予狮面空行母，再辗转传至帝洛巴、那洛巴、玛尔巴及冈波巴等，后来到了大宝法王嘎玛巴希的手中，再经历代祖师传下来(設置的原因是因一些佛教徒是文盲不識字，不識經，就應該設置轉經輪，方便那些文盲念經，效果與誦經相同)。